# Kedaung (Pardasuka)
Kedaung is een bestuurslaag in het regentschap Pringsewu van de provincie Lampung, Indonesië. Kedaung telt 1705 inwoners (volkstelling 2010).